# Джаямант Місхра
Джаямант Мисхра (Jayamant Mishra) — індійський вчений санскриту. Він також є відомим поетом, що пише на мові майтгілі.

## Життєвий й творчий шлях
Він був нагороджений кількома престижними нагородами, включаючи «Магамагопадхая» («Mahamahopadhyaya»), «Президентська нагорода» (President Award), «Калідаса Саммай» (Kalidas Samman) і «Нагорода Ванабгатта» (Vanabhatta award). Він був удостоєний «національної премії Літературної академії» (Sahitya Akademi Award) в 1995 році. His major literary contributions were Mahamanavachampu in Sanskrit and Kavita Kusumanjali in Maithili — a compilation of Maithili poems, Mahakavi Vidyapati — a commentary of the legendary Maithili poet .
Його основні літературні доробки переклад «Магаманавачампу» (Mahamanavachampu) з санскриту і «Кавіта Кусуманджалі» (Kavita Kusumanjali) — підбірка віршів мовою майтгілі, «Магакалі Відьяпаті» (Mahakavi Vidyapati) — коментарі до доробку легендарного поета майтгілі. Він також був одним з видатних академіків штату Біхар в Індії. He served as the Vice Chancellor of KSD Sanskrit University (1985—1990). Він займав пост віце-канцлера КСД університету Санскриту (KSD Sanskrit University) — в період 1985—1990років.
Більшість же його літературних творів мають сатиричний літературний тон, який він використовує, щоб висміювати людські пороки і слабкість — як на індивідуальному і на соціальному рівні. Його роботи дивували читача з прогресивними поглядами, не зважаючи на те, що його епоха була в один з найпохмуріших періодів країни — від містицизму і жорсткого націоналізму.

## Відомі твори
- «Кавіта Кусуманджалі» (Kavita Kusumanjali)
- «Магакалі Відьяпаті» (Mahakavi Vidyapati)
- «Правопис Санскриту» (Samskrita-vyakarano dayah)
- «Магаманавачампу» (Mahamanavachampu)